# ميغيل ماس
ميغيل ماس (بالإسبانية: Miquel Mas Gayà) (و. 1943  م) هو راكب دراجة هوائية إسباني، ولد في ماناكور.

## روابط خارجية
- ميغيل ماس على موقع أرشيف الدراجات (الإنجليزية)